# Djuro Zivkovic
Djuro Zivkovic (också Đuro Živković, kyrilliska: Ђуро Живковић), född 15 december 1975 i Belgrad, är en serbisk-svensk kompositör och violinist. Han har bott i Stockholm sedan 2000.

## Biografi
Zivkovic föddes i Belgrad där han studerade violin och komposition vid Musikhögskolan på 90-talet. Han fortsatt med sina studier vid Kungliga Musikhögskolan i Stockholm fiol för Karl-Ove Mannberg och komposition under Pär Lindgren. Han är ledamot av Kungliga Musikaliska Akademien. Han är den enda svenska tonsättaren som har tilldelats det mest prestigefyllda kompositionspriset i världen, The Grawemeyer Award.
Han har komponerat ett brett utbud av verk, inklusive kammar- och orkestermusik, musik för soloinstrument och körmusik. Östkyrkans framstående samling av mystiska texter ”Philokalia” har bildat utgångspunkten och ofta huvudämnet för de flesta av hans mest viktiga verk så som ”On the Guarding of the Heart”, ”Ascetic Discourse”, ”The White Angel” och även de senaste ”The Mystical Sacrifice”, ”Bogoluchie” och ”Citadel of Love”.[källa behövs]
Zivkovic är också en professionell violinist och som framför ny musik, samt improvisatör på violin och piano. Han har fått många internationella stipendier och priser för sitt arbete, inklusive mest kända ”Grawemeyer Award” år 2014. Han undervisar i komposition vid Kungl. Musikhögskolan i Stockholm.
Zivkovics musik beställs och framförs regelbundet över hela världen av grupper som New York Philharmonic, Royal Concertgebouw Amsterdam, Chicago Symphony Orchestra, Sydney Symphony Orchestra, Seattle Symphony Orchestra, Klangforum Wien, Asko|Schönberg och Ensemble Modern.[källa behövs]

## Priser och utmärkelser
- Eclat de larme - composition prize at the first pre-art competition i Switzerland, 2005
- Le Cimetière Marin - Grammis för  Sonanzas CD Unheard of Again - 2009
- Ascetic Discourse - Mokranjac Award, Serbian State Prize, för årets bästa komposition - 2012
- On the Guarding of the Heart - Grawemeyer Award för Music Composition, 2014
- Unceasing Prayers - Nominerad förr the Fondation Prince Pierre de Monaco - le Prix de Composition Musicale, 2015
- Carin Malmlöf-Forsslings-Award, från Kungliga Musikaliska Akademien, 2018
- Lilla Christ Johnson Award för Unceasing Prayers, av Kungliga Musikaliska Akademien 2019[6]
- Saltö Society Award for Citadel of Love, ave Kungliga Musikaliska Akademien, 2020
- Swedish Music Publishers' Award for Citadel of Love, av Swedish Music Publishers, 2021

### Stipendier
- Performing Rights Society, Sverige
- Arts Grants Committee, Sverige
- Irino Institute, Japan
- Kungliga Musikaliska Akademien, Sverige
- A five-years composing grant (2014–18) by Konstnärsnämnden, Sweden